# Duguetia aberrans
Duguetia aberrans är en kirimojaväxtart som beskrevs av Paulus Johannes Maria Maas. Duguetia aberrans ingår i släktet Duguetia och familjen kirimojaväxter. Inga underarter finns listade i Catalogue of Life.